# Conops flavipes
Conops flavipes là một loài ruồi thuộc chi Conops trong họ Conopidae. Their Ấu trùng are endoparasites of bumble bees thuộc chi Bombus. Nó có mặt ở khắp much của châu Âu.

## Hình ảnh

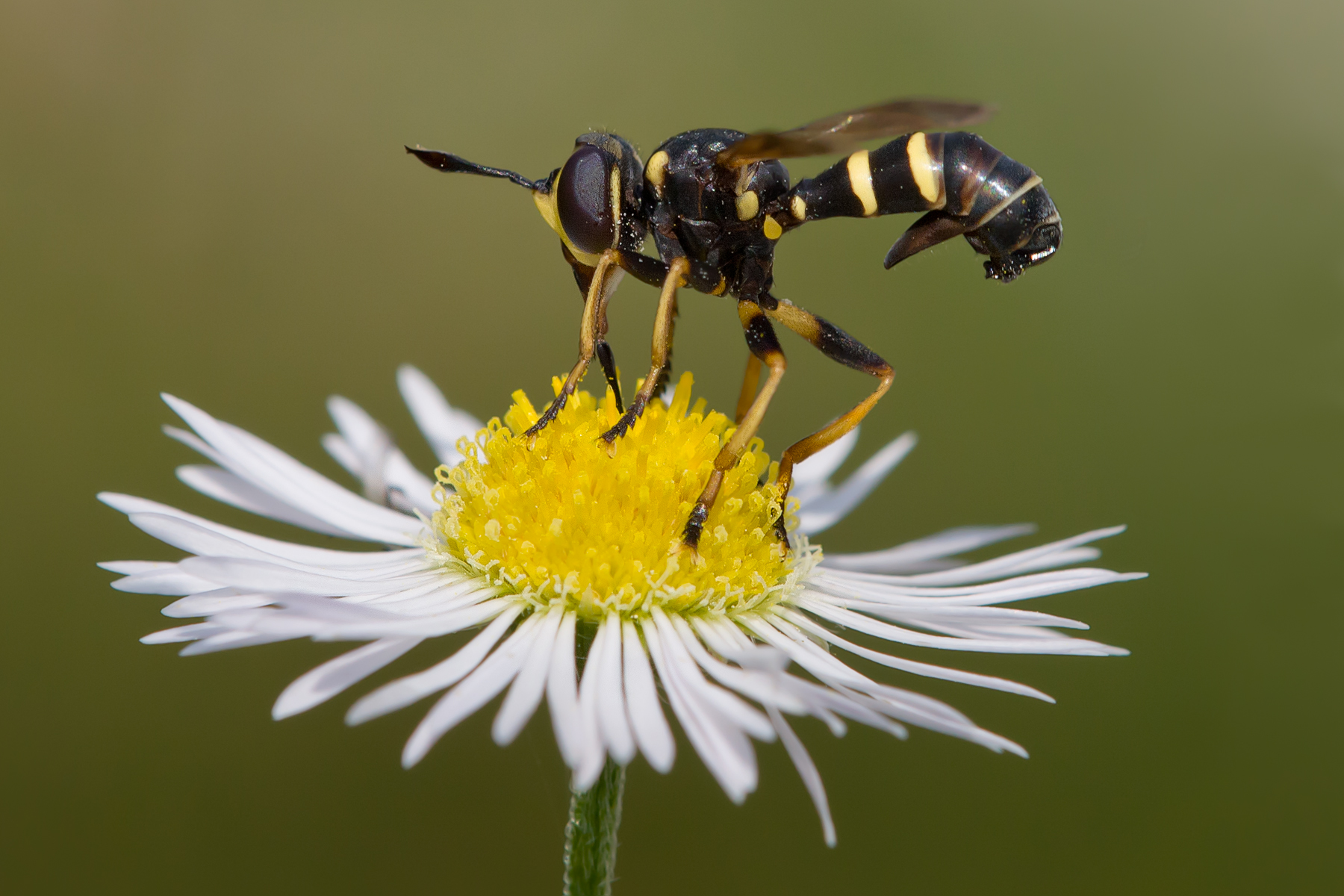
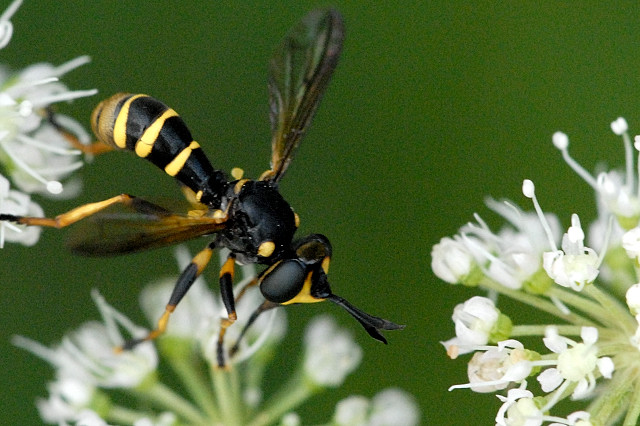
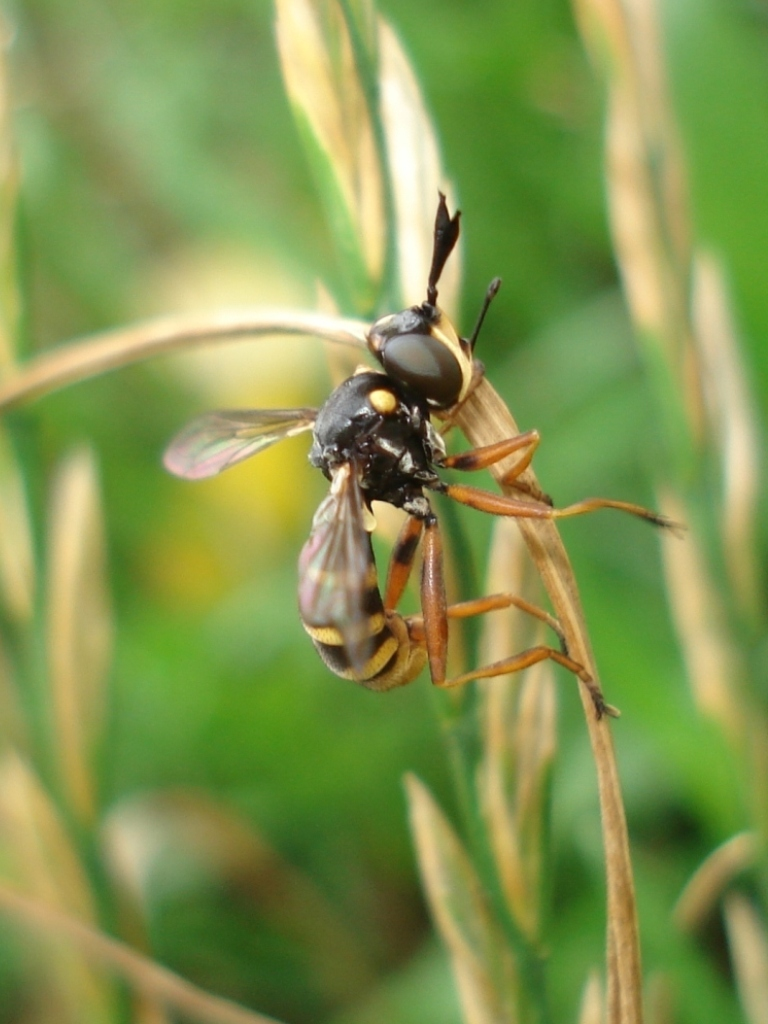